# Ератосфен (кратер)

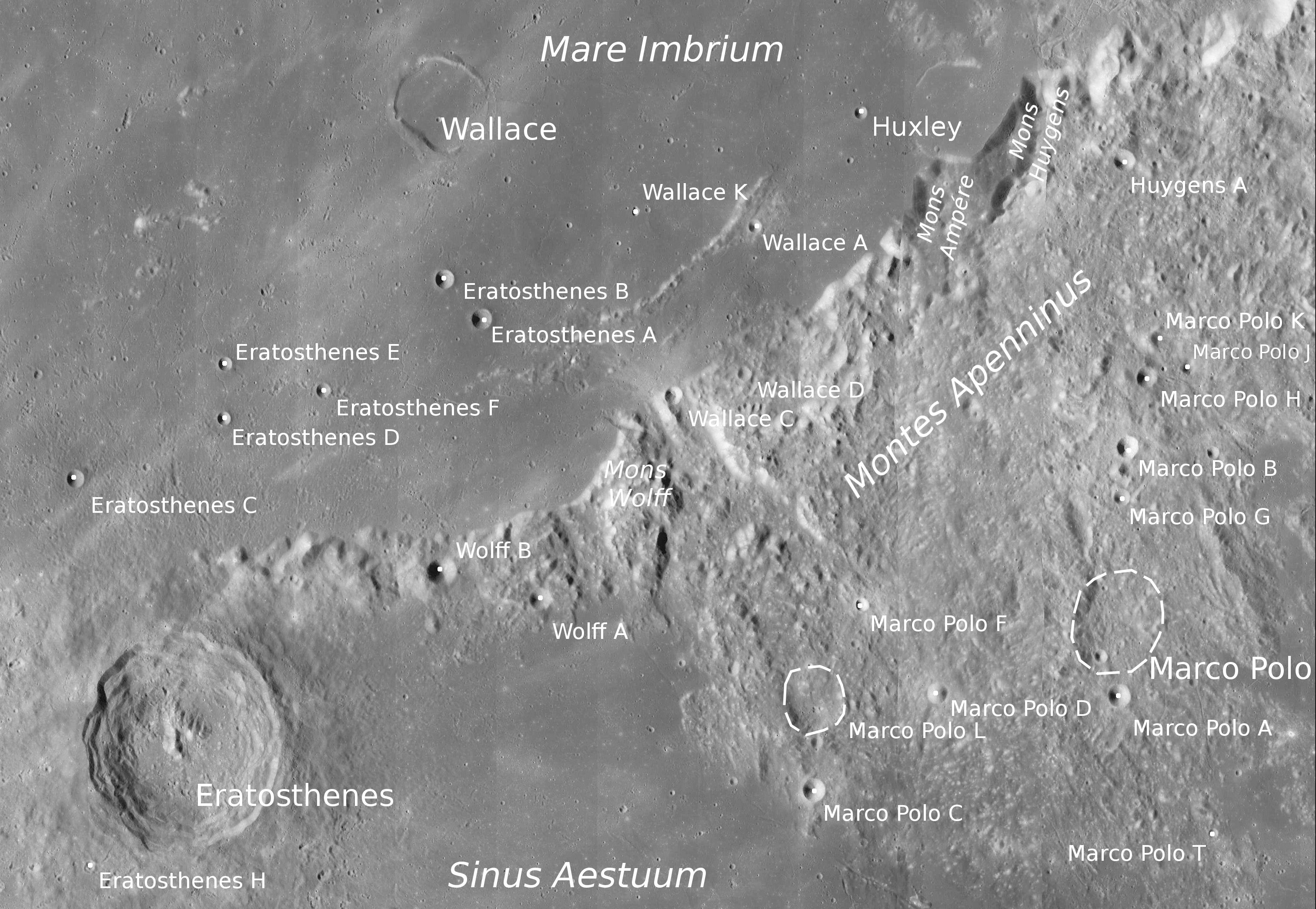
Карта околиць

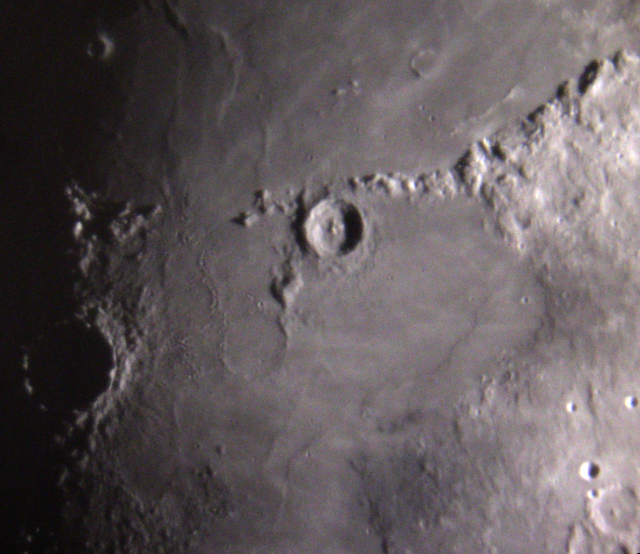
Ератосфен на світанку

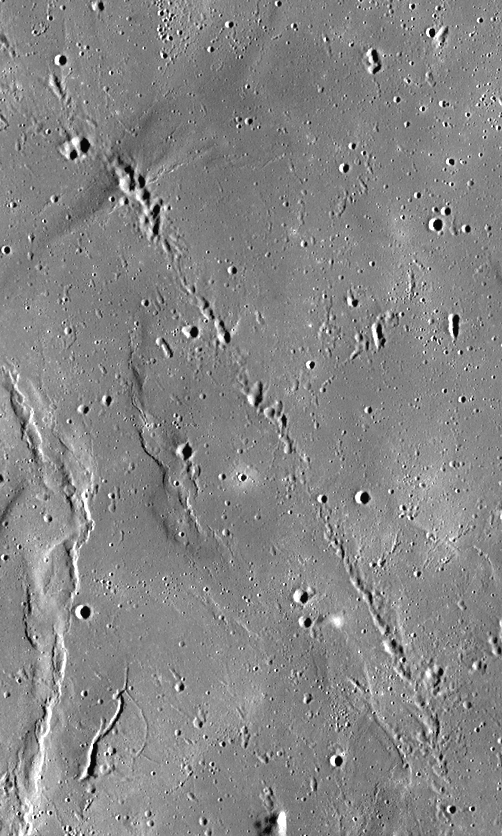
Ланцюжок вторинних кратерів Ератосфена, вздовж якого тягнеться слабкий промінь. Розташований на півдні Моря Дощів, довжина — біля 100 км.

Ератосфен (лат. Eratosthenes) — кратер на Місяці, в Затоці Спеки на сході Океану Бур. Діаметр — 59 км, глибина — близько 3,4 км. Це відносно молодий кратер; він добре зберігся, хоча й уже втратив яскраві промені. Період геологічної історії Місяця, коли з'явилися подібні кратери, названо за його ім'ям: ератосфенівський період (хоча ні час появи кратера, ні межі періоду точно не встановлені).

## Назва
Кратер Ератосфен названо на честь видатного вченого Давньої Греції Ератосфена. Це ім'я йому дав 1651 року Джованні Річчолі, а 1935 року воно разом із багатьма іншими традиційними місячними назвами було затверджене Міжнародним астрономічним союзом.
Інші місячні картографи давнини називали цей кратер інакше. 1645 року Міхаель ван Лангрен дав йому ім'я Haro. Ян Гевелій, що переносив на Місяць земні топоніми, 1647 року назвав кратер латинським ім'ям італійського острова Вулькано — Vulcania Insula.

## Розташування
Координати центру Ератосфена — 14°28′ пн. ш. 11°19′ зх. д. / 14.47° пн. ш. 11.32° зх. д. Він знаходиться на сході Океану Бур, на північному краю Затоки Спеки. Його вал на півночі зливається з західним кінцем місячних Апеннін, за якими лежить Море Дощів. За 80 км на південний захід від Ератосфена лежить «кратер-привид» Стадій, а за 220 км — яскравий молодий кратер Коперник. Між Ератосфеном та Стадієм тягнеться нерівне узвишшя висотою до 1,5 км.

## Опис
Ератосфен — молодий кратер, і тому він добре зберігся та має чіткі обриси. Його контур дещо хвилястий (на заході сильніше, ніж на сході), а на схилах багато добре виражених терас, подекуди так само хвилястих. Дно пласке з численними дрібними нерівностями та центральною гіркою. Вона має кілька вершин і в плані нагадує букву Λ з вершиною на північному заході. Великих кратерів, тріщин та лавового покриву на дні Ератосфена нема, натомість є застиглий ударний розплав.
Діаметр Ератосфена — близько 60 км, а ширина внутрішнього схилу — близько 15 км. Вал височіє над навколишньою місцевістю на 0,8–2,0 км (найвищий — на північному заході), а дно лежить глибше за неї на 1,8 км. Відносно дна кратера висота його валу складає 2,6–3,8 км (в середньому 3,4 км), а центрального узвишшя — біля 1,1 км.
Ератосфен оточений численними дрібними вторинними кратерами, багато з яких утворюють ланцюжки. Світлих променів у нього майже нема: за час його існування вони вже встигли потьмяніти. Лише на північному заході від кратера, в Морі Дощів, є один майже непомітний промінь, що тягнеться вздовж ланцюжка його вторинних кратерів. На Ератосфені видно сліди викидів недалекого кратера Коперник, вторинних кратерів якого в цій області дуже багато.

## Спостереження
Ератосфен — примітний, добре збережений і цікавий для аматорських спостережень кратер. Деталі його рельєфу найкраще видно на 8–9 день після нового або повного Місяця, коли поряд із ним проходить термінатор. На повному Місяці його майже не видно (частково тому, що його маскує променева система сусіднього кратера Коперник). Ці два об'єкти яскраво демонструють відмінність молодих (світлих) та дещо старших (темних) кратерів; на їх прикладі добре видно, що промені зникають ще до помітного руйнування самих кратерів. В інших аспектах вони досить схожі. Обидва вони є типовими для періодів місячної історії, названих за їх іменами.
Зміни освітлення кратера протягом місячної доби призводять до гри світла й тіні, що справляє враження руху його дном темних плям. У десятих — двадцятих роках 20 століття його спостерігав видатний астроном Вільям Генрі Пікерінг. Він докладно описав свої спостереження в серії публікацій, де інтерпретував ці рухомі плями як скупчення живих організмів.

## Супутникові кратери
Ці кратери, розташовані в околицях Ератосфена, названо його ім'ям з доданням великої латинської літери.
| Ератосфен | Координати                                                | Діаметр, км |
| --------- | --------------------------------------------------------- | ----------- |
| A         | 18°20′ пн. ш. 8°20′ зх. д. / 18.34° пн. ш. 8.33° зх. д.   | 5,7         |
| B         | 18°42′ пн. ш. 8°42′ зх. д. / 18.70° пн. ш. 8.70° зх. д.   | 5,3         |
| C         | 16°53′ пн. ш. 12°23′ зх. д. / 16.89° пн. ш. 12.39° зх. д. | 5,2         |
| D         | 17°26′ пн. ш. 10°54′ зх. д. / 17.44° пн. ш. 10.90° зх. д. | 3,8         |
| E         | 17°56′ пн. ш. 10°53′ зх. д. / 17.93° пн. ш. 10.89° зх. д. | 3,8         |
| F         | 17°41′ пн. ш. 9°55′ зх. д. / 17.69° пн. ш. 9.91° зх. д.   | 4,0         |
| H         | 13°19′ пн. ш. 12°15′ зх. д. / 13.31° пн. ш. 12.25° зх. д. | 3,5         |
| K         | 12°51′ пн. ш. 9°16′ зх. д. / 12.85° пн. ш. 9.26° зх. д.   | 4,3         |
| M         | 14°01′ пн. ш. 13°35′ зх. д. / 14.02° пн. ш. 13.59° зх. д. | 3,5         |
| Z         | 13°45′ пн. ш. 14°06′ зх. д. / 13.75° пн. ш. 14.10° зх. д. | 0,6         |